# Ammobatoides schachti
Ammobatoides schachti là một loài Hymenoptera trong họ Apidae. Loài này được Schwarz mô tả khoa học năm 1988.